# انتصار عامر
انتصار عامر (زادهٔ ۳ دسامبر ۱۹۵۶) سیاستمدار مصری و بانوی اول کنونی مصر و همسر رئیس‌جمهور عبدالفتاح سیسی است. او در ۲ دسامبر ۱۹۶۵ در قاهره، مصر به دنیا آمد. عامر دارای تحصیلات در زمینه آموزش است و مدرک خود را در علوم آموزشی دریافت کرده است. به عنوان بانوی اول، او در پروژه‌های اجتماعی مختلفی، به ویژه در زمینه توانمندسازی زنان، بهداشت و آموزش، فعالیت دارد. او همچنین در ترویج فعالیت‌های خیریه نقش داشته و در حمایت از جامعه مصری از طریق برنامه‌های مختلف فعال بوده است. حضور عمومی عامر معمولاً بر تعهد او به مسائل اجتماعی و حمایت از ریاست‌جمهوری همسرش تأکید دارد.